# 伊頓 (印地安納州)
伊頓（英語：Eaton）是一個位於美國印地安納州特拉華縣的城鎮。

## 地理
伊頓的座標為40°20′23″N 85°21′13″W / 40.33972°N 85.35361°W，而該地的平均海拔高度為270米（即886英尺）。

## 人口
根據2010年美國人口普查的數據，伊頓的面積為9.74平方千米，當中陸地面積為9.58平方千米，而水域面積為0.16平方千米。當地共有人口1805人，而人口密度為每平方千米185人。